# 物語のはじまり
「物語のはじまり」（Pilot）は　アメリカのファンタジー・テレビドラマ 、『ワンス・アポン・ア・タイム』シリーズの第1話である。 毎話、登場人物に焦点を当て話が進み、シリーズの基本となる魔法の森にかけられた呪いと、唯一の生存者である女性の呪いを打ち破る運命の始まりが描かれている。
脚本はエドワード・キッツィスとアダム・ホロウィッツ、監督はマーク・マイロッド。キッツィスとホロウィッツはおなじみのキャラクターの新たな見方を描こうとし、テーマを希望、家族、そして母性とした。呪いによって生まれたメイン州のストーリーブルックと元の世界である魔法の森を描く形をとっている。白雪姫役のジニファー・グッドウィン、エマ役のジェニファー・モリソンを含め、製作側が脚本を送ったメインキャストの第1候補俳優の全員が出演を承諾した。
放送前、製作会社であるABCはアメリカの視聴者にウェブサイト上での視聴ができるようにした。アメリカでは2011年10月23日に放送された。カナダではCTVで、ABCでの放送1時間前にほとんどの地域て放送された。視聴者数は1293万人で、18-49歳層の成績は4.0/10（rating/share）であった。この時、ABC製作のドラマでは1番の視聴者数となる出だしとなった。

## あらすじ

### 過去の世界
チャーミング王子（ジョシュ・ダラス）は悪い女王（ラナ・パリラ）に与えられた毒リンゴを食べ眠ってしまった白雪姫(ジニファー・グッドウィン)の元へ向かう。ドックはチャーミング王子に遅すぎたと伝えるが、チャーミング王子が白雪姫にキスをすると眠りの呪いは解かれる。チャーミング王子と白雪姫の結婚式の日、悪い女王がやってきて、彼らに強力な呪いをかけるという不吉な脅しをする。その後、妊婦の白雪姫が呪いを不安に思いルンペルシュティルツキン(ロバート・カーライル)の元を訪ねると、悪い女王の呪いはすべての人をハッピーエンドのない恐ろしい場所へ連れていくと予言する。それと同時に、白雪姫のお腹の子、エマ(ジェニファー・モリソン)が28歳になった時に戻ってきて助けてくれる、そして女王と重要な戦いをすると告げる。ブルー・フェアリー(キーガン・コナー・トレイシー)の助言により、ゼペット(トニー・アメンドーラ)とピノキオ(ジェイコブ・デイヴィーズ)は魔法の木から女王の呪いから1人逃がすことのできる洋ダンスを作った。白雪姫の出産の日、悪い女王は呪いを使った。チャーミング王子は娘を魔法の洋ダンスにいれるも、女王の手先により致命傷を負う。女王は白雪姫とチャーミング王子を誇らしげに見て、彼らを"恐ろしい場所"へと連れて行った。

### ストーリーブルック
現在のボストン、エマ・スワン(モリソン)は保釈保証人、賞金稼ぎとして孤独に生活していた。エマの元へ10歳の少年ヘンリー(ジャレッド・S・ギルモア)が訪ねてくる。ヘンリーは自分はエマが10代の頃養子に出した子供であると言った。ヘンリーと関わりたくないエマは、ヘンリーをメイン州のストーリーブルックへと送り届ける。道中、ヘンリーはエマに持っていた大きなおとぎ話の本を見せ、本の登場人物たちは実際に存在すると伝えす。ストーリーブルックに着くと、ヘンリーはこの街の人たちは本当はおとぎ話の登場人物で呪いによって記憶を失い自分が誰であるかを忘れていると知らせる。例えば、ヘンリーのセラピストのアーチー・ホッパー(ラファエル・スバージ)は、実際にはジミニー・クリケットで、担任のメアリー・マーガレット・ブランチャードは白雪姫である。ヘンリーは、街の時間は止まっているし、誰も街からは出られない、しかしエマには呪いを破ることができるとうったえる。エマはこれを信じずヘンリーを養母である市長のレジーナ(ラナ・パリラ)、本当は悪い女王、に送り届ける。エマは市長にもらったアップルサイダーを飲んで街を出ようとしたが、狼を轢きそうになり交通事故を起こし気を失う。エマは逮捕され、ストーリーブルックの拘置所にいれられる。ヘンリーが再び家出した際、エマは市長とグレアム・ハンバート保安官(ジェイミー・ドーナン)と、解放してくれればヘンリーを見つけるという取引を行う。すべての可能性をあたった後、エマはメアリー・マーガレットと話し、'彼の城'を確認するように言われる。木製のジャングルジム(チャーミング王子の城と似た形をしている)でヘンリーを見つけた後、話し合いエマはレジーナから街を出るように警告されるも一時的にストーリーブルックにとどまることを決める。レジーナの警告がエマに疑いの気持ちを持たせることになる。
エマとの会話の後、メアリー・マーガレット・ブランチャードはストーリーブルックの病院で患者のベッドの横に花を置くボランティアを行う。メアリーはジョン・ドゥ(チャーミング王子)が昏睡状態でいるICUで立ち止まる。メアリーは彼が誰であるかは気づいていない。その頃、市長の家では、レジーナがヘンリーの部屋から本を持ち出し、階下で鏡に向かった。それは、おとぎ話の世界での自分の正体を知っていると認めているようであった。
エマはグラニーの店に行き、部屋の鍵を初老の店主(ビヴァリー・エリオット)、本当は赤ずきんのおばあちゃん、から受け取った。グラニーは孫のルビー(ミーガン・オリー)に叫んだ後、下に降りてきて集金に来た男性、ミスター・ゴールド(ロバート・カーライル)に付きまとわれる。彼は実際にはルンペルシュティルツキンでストーリーブルック全体を所有している。エマが名前を告げるとゴールドはまるで何かを知っているかのように動きを止める。エマのストーリーブルックに残るという決断は、8:15で止まっていた時計を進めることになる。

## 製作

### 製作前
2011年2月1日、ABCは2011-2012に放送する、ワンス・アポン・ア・タイムを含む6つの新たな物語を製作するように提案した。 最初の話の脚本はエドワード・キッツィスとアダム・ホロウィッツによって書かれ、監督はマーク・マイロッドとなった。 マイロッドはショータイムドラマのベテランで、2011年2月中旬に監督を引き受けた。 2011年5月13日"ワンス・アポン・ア・タイム"と6本の他のドラマを発表した。

### 脚本
"ワンス・アポン・ア・タイム"の１話を書く8年前、キッツィスとホロウィッツは"異なる世界を旅する神秘と興奮"に対する愛からおとぎ話を書きたいという発想を得る。 テレビネットワークに売り込みを行うが、その奇妙な性質がゆえ失敗に終わる。2人はLOSTでの経験から、物語に大切なのは視点だと学び、視聴者に感情移入してもらうためにどうすべきかを模索し、キャラクターが自分の過去を乗り越える様を描くべきだと判断した。すなわち、単に「呪いを解く」というより、各キャラクターの成長や、彼らがストーリーブルックに来る過程で失ったり奪われたりしたものを描く物語が作られることになった。"『LOST』との比較・類似点について、ホロウィッツとキッツィスは全く異なる番組を目指していると述べている。例えば、『LOST』の中心的テーマが「贖罪」であったのに対し、本作のそれは「希望」だという。"LOST"の共同クリエイターデイモン・リンデロフがコンサルタント（公式クレジット無し）として本作の設定作りに参加している。
視聴者がすでに知っている物語との差別化を明確にするため、パイロット版（第1話）は『白雪姫』の結末から始めることになった。『LOST』では「父性」に焦点が当てられていたのと対照的に、本作では「家族」や「母性」が強調されている。さらに、女性に関しては、いわゆる”damsel in distress”ではなく強い女性キャラクターが描かれている。ホロウィッツは「本作のストーリー作りにおける楽しみの1つは、さまざまなキャラクターたちを如何にこれまで見られなかった形で共演させるかを考えること」と語っている。
エピソード構成のテンプレートとして作られたパイロット版に従い、その後の各エピソードには『LOST』と同様のフラッシュバックが挿入され、キャラクターたちが失ったものや、おとぎの世界と現実世界の類似点が描かれる。パイロット版にはゼペット、ピノキオ、グランピーなど、多くのキャラクターが同時に登場するシーンがある。

### キャスティング
| ジニファー・グッドウィン (左) と ジェニファー・モリソン が演じる親子、白雪姫とエマ・スワン。 |  | ジニファー・グッドウィン (左) と ジェニファー・モリソン が演じる親子、白雪姫とエマ・スワン。 |
| ジニファー・グッドウィン (左) と ジェニファー・モリソン が演じる親子、白雪姫とエマ・スワン。 |  |                                                                                              |

製作側が脚本を送ったメインキャストの第1候補俳優の全員が出演を承諾した。 
ジニファー・グッドウィン（白雪姫 / メアリー・マーガレット・ブランチャード 役）
ジニファー・グッドウィンは『Big Love』（HBO局）の仕事を終えて間もなく、本作への出演が決まった。『Big Love』終了後、向こう1年に製作される多数の映画の脚本を読んだがどれも気乗りがせず、テレビドラマのパイロット脚本を読んでみたがやはり「これがやりたい」と思うものがなかった。そのような状況の中で本作のパイロット脚本を読んだところ、「これは絶対にやらなければいけない」と思ったという。グッドウィンは実は以前から「いつか白雪姫の役をやりたい」と公言していたが、本作の白雪姫は『グリム童話』版やディズニー版などで出来上がっていたイメージから抜け出した活動的かつ視聴者にとって身近な新しいキャラクターになっており、それを演じられることに喜びを感じると語っている。なお、ホロウィッツとキッツィスは『Big Love』の大ファンでもあり、グッドウィンを頭に描きながら白雪姫の登場シーンを書いたという。
ジョシュ・ダラス（プリンス・チャーミング / デヴィッド・ノーラン 役）
ジョシュ・ダラスは本作のプリンス・チャーミングについて、従来よりも現実的・人間的なキャラクター設定が気に入っていると述べている。チャーミングには人民にとっての王子として王国を統治する務めがあるとともに、家族も守らなければならず、普通の人間としてスノーと大恋愛をする。
ジェニファー・モリソン（エマ・スワン 役）
2011年3月、ジェニファー・モリソンが主人公エマ・スワン役として発表された。彼女は自分のキャラクターについて「赤ん坊の時に捨てた、やや感情的障害を持つ息子ヘンリーを助ける」「おとぎ話の世界が実在するとはまだ信じていない」役柄だと説明した。
ジャレッド・S・ギルモア（ヘンリー・ミルズ 役）
エマの配役と同時に、彼女の息子ヘンリーをジャレッド・S・ギルモア（『マッドメン』）が演じることが発表された。
ラナ・パリラ（悪い女王 / レジーナ・ミルズ 役）
2011年2月、ラナ・パリラが”悪い女王”ことレジーナを演じると発表された。彼女は自分のキャラクターについて、悪い女王と養母としての2つの物語が描かれる中で、養母なら誰でも感じるであろう「実母に息子を奪われるかもしれない」という脅威が感情移入に繋がるのではないかと述べた。
ロバート・カーライル（ルンペルシュティルツキン / ミスター・ゴールド 役）
2011年3月、ロバート・カーライルがルンペルシュティルツキンを演じることが発表された。このキャラクターはカーライルを想定して作られたが、まさか出演を承諾してくれるとは思わなかったという。ホロウィッツは、カーライルの撮影初日の拘留シーンにおける演技は圧巻（ mind-blowing ）だったと語った。カーライルによるルンペルシュティルツキンを初めて見たジニファー・グッドウィンが文字通り跳び上がるほど凄かったというこのグッドウィンの反応は、第1話で白雪姫とチャーミング王子がルンペルシュティルツキンを訪れるシーンにおいて、実際に画面で確認できる。
ブルー・フェアリー（準レギュラー）の役はレディー・ガガにオファーしたが、無返答だった。

### マーケティング
2011年10月14日ー放送9日前ーキッツィスとホロウィッツは1話の試写会に出席し、ファンからの質問に答えた。 この後、ネット上で放送前に１話が視聴できるようになった。1話は秋の新番組が普通開始される9月ではなく10月スタートとなった。パールマンは「9月の新番組ラッシュを抜けた視聴者にも新たな期待を持たせることができる」と信じ遅い放送を喜んだ。

## 反響・評価

### 評論
Metacriticでは、100点満点中平均66点という「おおむね良い評価」を得た。
『E!』のクリスティン・ドス・サントスは、アメリカの2011-2012年テレビシーズンにおける「オススメ新番組5本」の1つに本作を挙げた。
『ボストン・グローブ』紙の Matthew Gilbert は「2人の『LOST』プロデューサーによるこの作品は、極端な好き嫌いを問う命題である。グッドウィン演じる白雪姫やパリラ演じる悪い女王を現代のキャラクターとして想像してもらおうという意気込みは素晴らしい。一方、モリスンは主役としてぎこちなく、おとぎ話をランダムに集めたバックストーリーにはあまり期待が持てない」として、”C+”の評価を与えた。
テレビ評論家の Gail Pennington は『St. Louis Post-Dispatch』紙のインタビューにおいて、本作を「2011年秋の最も期待できる番組」の1つに挙げ、 Gilbert とは逆にモリスンを高評価した。『USA Today』紙の Robert Blanco は「このような番組は他に放送されていない」と断言し、本作を新番組トップ10に入れた。
『ロサンゼルス・タイムズ』の Mary McNamara は、本作は魅力をじっくりと醸し出すように巧妙に仕組まれているとし、同じくおとぎ話をモチーフとする2011年秋の新番組『GRIMM/グリム』より高く評価した。また、モリスン演じるエマについても、キャラクターが置かれた立場上、当然のことながらシニカルでとげとげしいものの、視聴者を引き付けておくのに十分な知性と快活さを備えていると評した。
本作はフェミニスト系の記者からも好評を博している。『Bitch』誌の Avital Norman Nathman は、物語にフェミニスト的感性が吹き込まれているところが良いと述べた。Feministing.com の Genie Leslie は、エマを「イカす奴」（ badass ）と評し、「女性として自分の人生や子供について自分で決めることに拘る」ところや「バランスが取れていて、女性的だが少女っぽくない」ところが良いと述べた。『Ms.』誌の Natalie Wilson は、本作では主人公を含む複数の強い女性キャラクターが活躍し、”真の愛”や母親像が新しい視点から描かれていることなどを称賛した。

### 視聴率・視聴者数
パイロット版（第1話）はMLBワールドシリーズと『NBCサンデーナイトフットボール』の両者の裏番組として放送されながら約1280万人ないし1293万人の視聴者を獲得し、18-49歳層では 4.0/10 (rating/share) の視聴率を記録した。これはアメリカの2011年-2012年テレビシーズンの新ドラマ番組の第1話としては18-49歳層でトップであり、ABC系列としても過去5年間で最高のデビューとなった。DVR視聴も含めると、視聴者数は約1548万人、18-49歳層の rating は 5.2 まで上昇した。